# Nagaoka-kjó

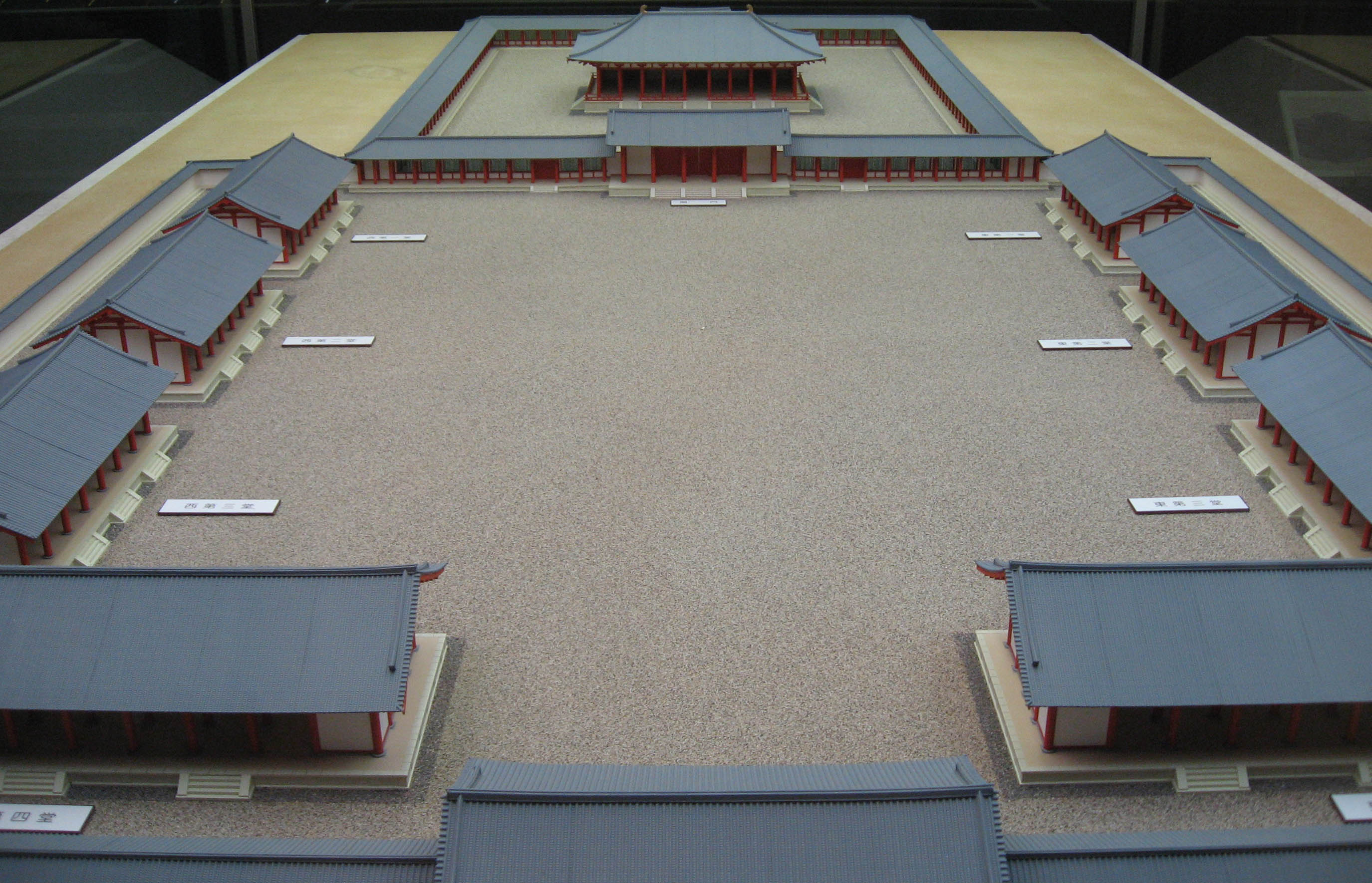
Vnější palác Čódó-in v Nagaoka-kjó (model)

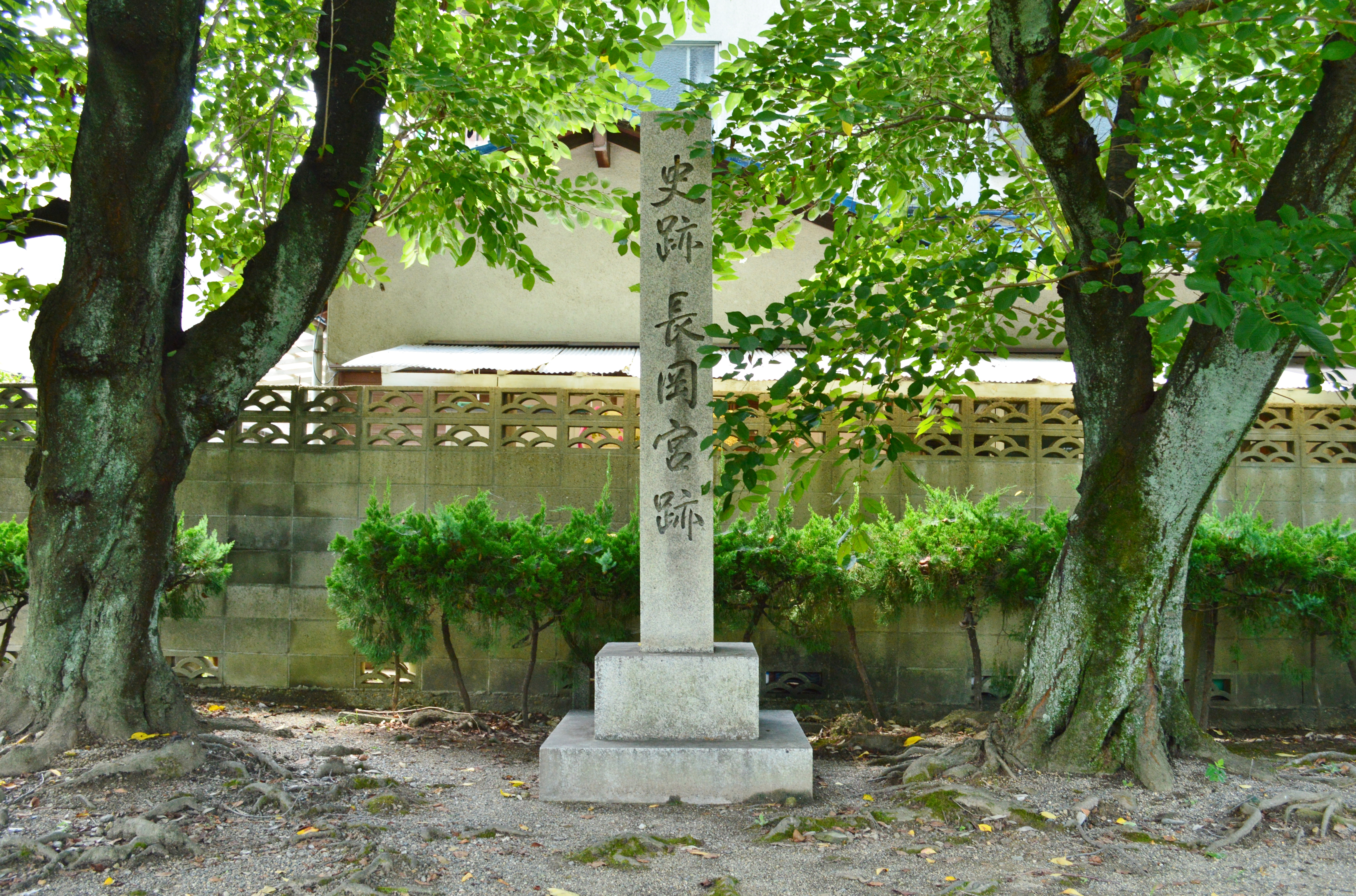
Památník připomínající palác Nagaoka ve městě Mukó v prefektuře Kjóto

Nagaoka-kjó (japonsky 長岡京) bylo hlavním městem Japonska od roku 784 do roku 794. Nacházelo se v místech oblasti Otokuni v bývalé provincii Jamaširo. Část hlavního města se nacházela v dnešním městě Nagaokakjó v prefektuře Kjóto, jež po něm bylo nazváno, další části pak v dnešním městě Mukó v téže prefektuře a v kjótské čtvrti Nišikjó-ku. 
V roce 784 sem císař Kammu přestěhoval hlavní město z Nary (jež se tehdy jmenovala Heidžó-kjó). Podle kroniky Šoku Nihongi byly důvodem pro přemístění lepší dopravní podmínky v nové lokalitě, především pro vodní dopravu. Podle jiného vysvětlení zde hrála roli možnost úniku před mocí buddhistického duchovenstva a dvořanů a podpora přistěhovalců, jejichž potomkem byla i jeho matka.
Roku 785 byl zavražděn správce nového hlavního města Tanecugu Fudžiwara. Ukázalo se, že do vraždy je zapleten císařův bratr princ Sawara. Byl proto poslán do vyhnanství do provincie Awadži, cestou tam však zemřel. 
V roce 794 císař Kammu opět přesunul své hlavní město, tentokrát z Nagaoky do Heian-kjó (v centru dnešního Kjóta). Důvodem pro tento přesun byly mimo jiné časté záplavy řek, které slibovaly lepší dopravní podmínky pro vodní dopravu, a nemoci následkem těchto záplav, jež ohrožovaly i císařovnu a korunního prince, a v neposlední řadě obavy z pomsty ducha zesnulého prince Sawary. 
Roku 1954 byly při vykopávkách objeveny pozůstatky jižní brány císařské rezidence Radžómon. V roce 1961 objevili archeologové zbytky Velkého audienčního sálu Daigokuden, načež roku 1969 došlo i na samotnou císařskou rezidenci Serjóden. Do roku 1970 byl vypracován pravděpodobný plán města a došlo rovněž k objevu dřevěných desek s nápisy (mokkan). Koncem roku 1990 byly objeveny ruiny dalších rezidencí a plot kolem státní rady.